# Shockwave (Drayton Manor)
Shockwave (eerder The 7up Shockwave & npower Shockwave) is de enige overgebleven staande achtbaan van Intamin AG. De achtbaan staat in het Engelse pretpark Drayton Manor en is geopend in 1994. De achtbaan is een van de twee staande achtbanen in Europa en de enige staande achtbaan ter wereld met een zero-gravity roll. 
De baan, ontworpen door Duits ontwerper Werner Stengel, werd gebouwd als onderdeel van een tweejarig £4 miljoen kostend project in 1993-1994. Het station van Shockwave is gelegen boven het stationsgebied van Splash Canyon in het parkgedeelte "Action Park" en naast de G Force. 

## Algemene informatie
De Shockwave, die een maximumsnelheid bereikt van 85 kilometer per uur en een maximale g-kracht van 4 oplevert, bestaat uit een 36,5 meter hoge optakeling. Na de optakeling rijdt het treintje omlaag waarna een looping volgt, gevolgd door een zero-gravity roll, kurkentrekkers en een bocht terug naar het station. De baan was vanaf de oplevering wit met bruine ondersteuning, maar werd tussen 2004 en 2012 overgespoten naar een lichtblauwe baan met turquoise ondersteuning. In 2012 werden ook de treinen overgespoten, waarbij één trein rood is geworden en één trein blauw. Beide treinen worden op drukke dagen gebruikt. In 2016 kregen de treinen en de achtbaan nieuwe logo's. 
In 1994 werd de achtbaan geopend tegelijkertijd met twee andere achtbanen in het Verenigd Koninkrijk: de Pepsi Max Big One in Pleasure Beach Blackpool en de Nemesis in Alton Towers (die een week voor Shockwave werd geopend). De achtbaan is feitelijk gebouwd zoals gepland, maar de gemeenteraadsleden hadden de strakke planning niet opgemerkt bij de planpresentatie. 